# Uralinellidae
Uralinellidae es una familia de foraminíferos bentónicos de la Superfamilia Parathuramminoidea, del Suborden Fusulinina y del Orden Fusulinida. Su rango cronoestratigráfico abarca desde el Givetiense (Devónico medio) hasta el Viseense (Carbonífero inferior).

## Discusión
Clasificaciones más recientes incluirían Uralinellidae en el Suborden Parathuramminina, del Orden Parathuramminida, de la Subclase Afusulinina y de la Clase Fusulinata.

## Clasificación
Uralinellidae incluye a los siguientes géneros:
- Sogdianina †
- Uralinella †